# Défenseurs du sanctuaire
Défenseurs du sanctuaire (en persan : مدافعان حرم, Modafean-e-Haram), est une expression que les autorités iraniennes utilisent pour désigner les soldats qui se battent en Irak et en Syrie contre l'État islamique. 
Le terme regroupe de nombreux groupes armés (Hezbollah libanais, milices chiites irakiennes, alaouites syriens). Téhéran affirme que les Défenseurs du sanctuaire garantissent la sécurité de l'Iran. Le terme, choisi par l'Iran, relie ces combats contre l'État islamique au fait qu'en Irak et en Syrie ces miliciens protègent aussi les sanctuaires chiites (à Samarra, Kerbala et Damas principalement) qui sont la cible de l'État islamique, une organisation sunnite.
Le gouvernement iranien nie dans un premier temps que des soldats iraniens combattent en dehors de ses frontières. Certains de ces défenseurs du sanctuaire sont toutefois membres du Corps des Gardiens de la révolution islamique. Plusieurs milliers d'Iraniens ont été tués dans des conflits en Syrie et en Irak, dont un nombre indeterminé de soldats iraniens,.

## Groupes constituants
- Hezbollah
- Division des Fatimides
- Brigade Abou al-Fadl al-Abbas
- Force Al-Qods
- Asaïb Ahl al-Haq
- Organisation Badr
- Liwa Zainebiyoun
- Kataeb Hezbollah
- Brigades de l'imam Ali
- Harakat Hezbollah al-Nujaba